# Pungă (război)

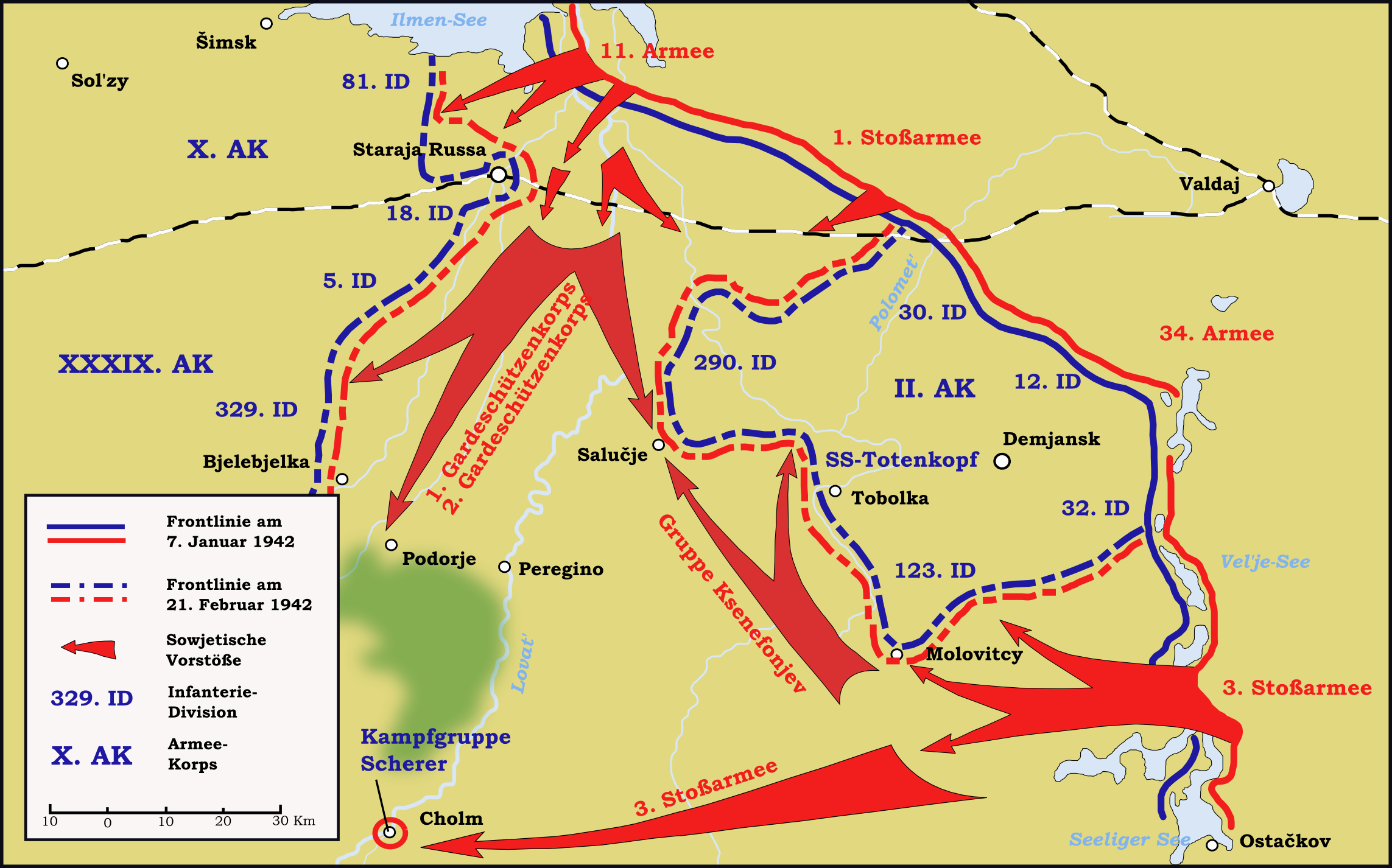
Punga de la Demiansk

În terminologia militară, o pungă reprezintă o zonă sau un teritoriu cu unități militare existente pe aceasta, în jurul căreia linia frontului este închisă de către inamic, acest fapt însemnând încercuirea totală a acestor trupe, intrarea lor într-un "inel" al trupele inamice. Termenul (echivalent cu Tactica Motti a armatei finlandeze) se aplică de obicei corpurilor mari de trupe.

## Exemple

### Al Doilea Război Mondial
- Bătălia de la Dunkerque (1940)
- Bătălia de la Białystok–Minsk (1941)
- Bătălia de la Smolensk (1941 - 1943)
- Bătălia de la Odesa (1941)
- Bătălia de la Kiev (1941)
- Asediul Leningradului (1941 - 1944)
- Bătălia de la Viazma (1941)
- Punga de la Demiansk (1942)
- A doua bătălie de la Harkov (1942)
- Punga de la Korsun (1944)
- Punga de la Falaise (1944)